# Capannori
Capannori är en ort och kommun i provinsen Lucca i regionen Toscana i Italien. Kommunen hade 46 216 invånare (2018).